# Simone dei Crocifissi

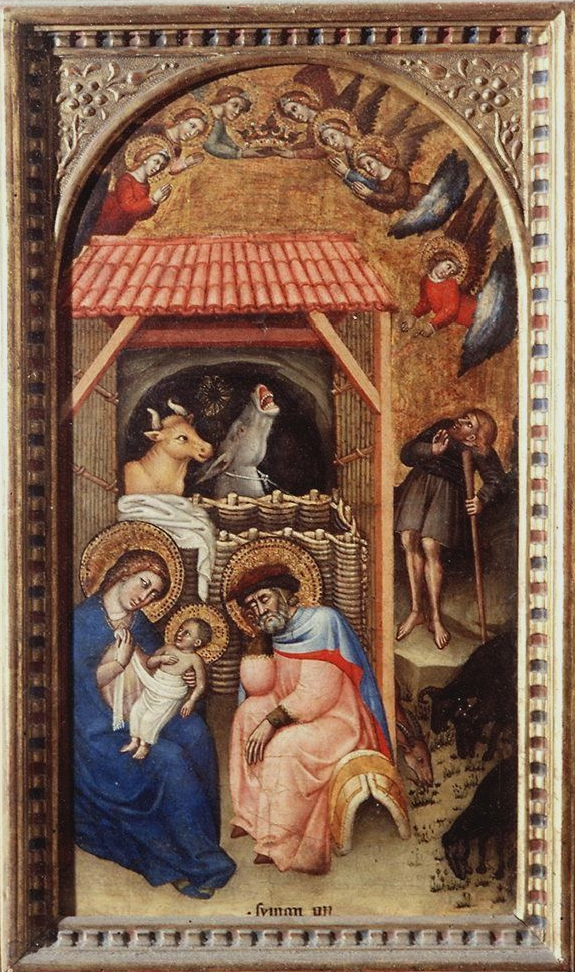
Nativité.

Simone di Filippo Benvenuti ou Simone di Filippo di Benvenuto, dit Simone dei Crocifissi (né à Bologne en  1330, mort dans la même ville en 1399), est un peintre italien, beau-frère de Dalmasio Scannabecchi, de l'école de peinture de Bologne. Il a peint de nombreuses peintures religieuses sur panneaux, ainsi que des fresques dans la basilique Santo Stefano de Bologne et l'église San Michele in Bosco de la même ville.
Considéré comme peintre mineur de l'histoire de l'art italien, il est toutefois bien représenté à la Pinacothèque nationale de Bologne.

## Biographie

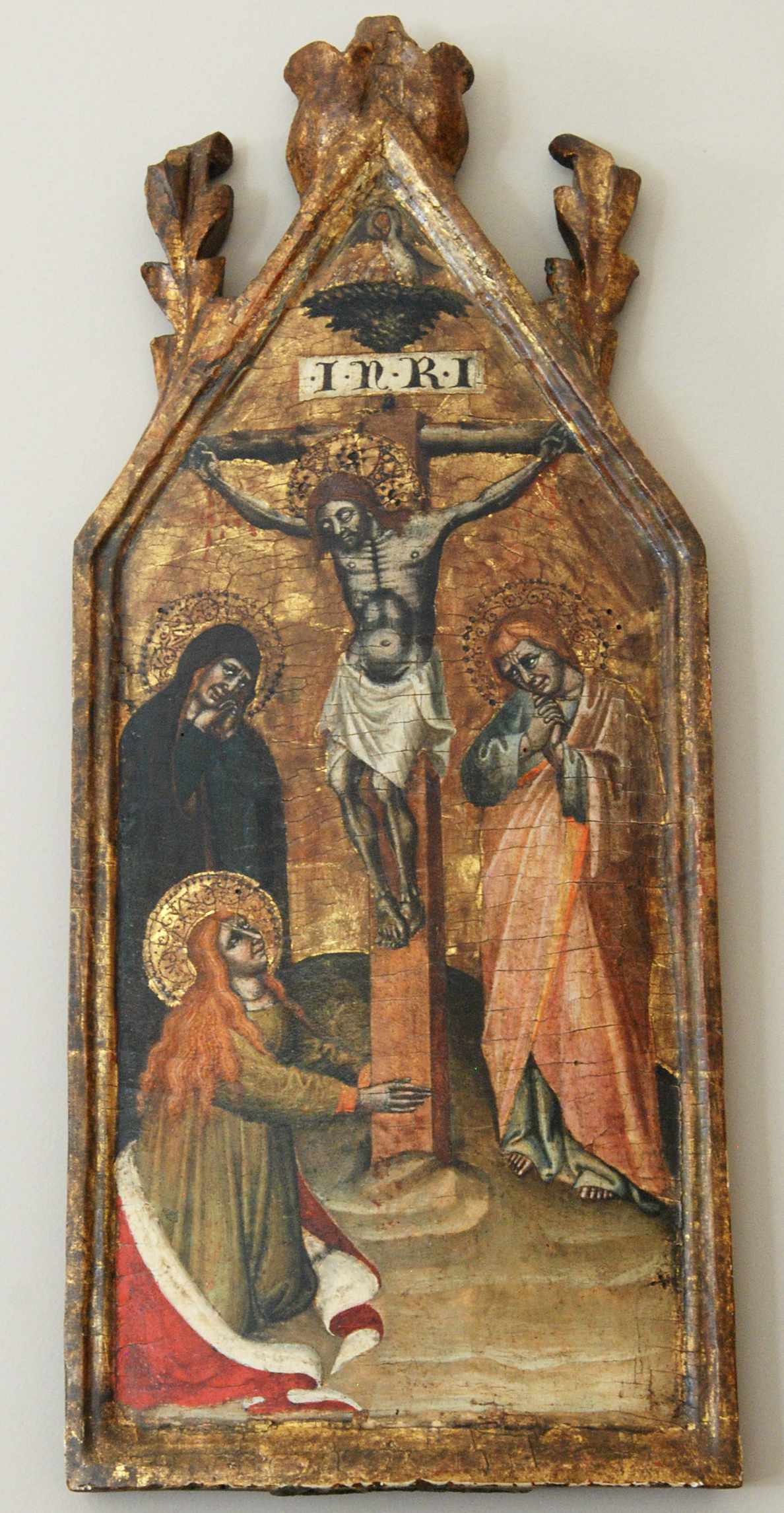
Crucifixion, 1395-1399, tempera sur bois - Collection privée, dépôt aux Musées Civiques d'Art Ancien de Bologne.

Fils du cordonnier Filippo di Benvenuto, il sera rebaptisé Simone « dei Crocifissi » au XVIIe siècle pour sa capacité à peindre « de grandes images du Rédempteur pour amour pour nous cloué sur la croix » (Carlo Cesare Malvasia). Il est documenté comme peintre à Bologne de 1354 à 1399. Il commence son activité en 1355, probablement après s'être formé auprès de son frère et dans l'atelier de Vitale da Bologna. Ses débuts remontent au milieu des années 1350 dans les fresques en partie signées avec Les Histoires du Christ de l'église Santa Apollonia di Mezzaratta de Bologne, maintenant à la Pinacothèque nationale de Bologne, où l'intérêt pour les solutions spatiales et plastiques d'origine giotto-florentine est réinterprété avec une expressivité aiguë typique du gothique bolonais.  
L'influence de la peinture de Vitale devient plus incisive dans des œuvres comme le polyptyque no 474 de la Pinacothèque de Bologne. Il a aussi travaillé avec Franco Bolognese. 
Il est actif en tant que peintre à Bologne de 1354 à 1399 dans un style de peinture nettement plus populaire que celle de Vitale da Bologna. 
En 1366, il exécute à fresque quelques épisodes de l'Ancien Testament à  la chiesetta di San Vito devenu l'oratoire Mezzavatta de Bologne, dont seul le Paralytique guéri nous est parvenu.
La Pietà de Giovanni Elthinl (1368) et le Crucifix de saint Jacques (1370), conservés à la Pinacothèque de Bologne, témoignent d'une certaine actualisation des voies solennelles de Jacopo Avanzi, même s'il préfère les images efficaces du point de vue dévotionnel grâce à l'essentialité de la composition et de l'expressivité simple et immédiate, comme dans la Madone de Giovanni da Piacenza (1382). Ce sont ces caractéristiques qui ont permis à Simone dei Crocifisso d'atteindre peu après une position de protagoniste à Bologne, en s'imposant comme auteur de retables en bois pour les églises locales et pour des particuliers comme la Nativité. Les retables  qui nous sont parvenus se concentrent sur les trente dernières années du siècle, auxquelles remontent également ses quelques œuvres datées.
Son activité se poursuit presque sans véritable évolution jusqu'à sa mort en 1399, peu de temps avant laquelle il reçoit encore une commande particulièrement prestigieuse, le polyptyque malheureusement perdu voulu par la famille Cospi pour la basilique San Petronio de Bologne, alors en construction.
Il participe avec son frère à la formation de Lippo Dalmasio, son neveu.

## Œuvres

### Peintures à fresque
Dans un document daté de 1366, il s'engage à peindre cinq épisodes de l'Ancien Testament dans l'église Sant'Apollonia di Mezzaratta (à la périphérie de Bologne) ; mais les scènes qui lui sont attribuées appartiennent stylistiquement au cycle du Nouveau Testament :
- Circoncision, signé JACOBUS ET SYMON
- Fuite en Égypte
- Guérison du paralytique signé SYMON
- Résurrection de Lazare

Les fresques et les sinopie correspondantes sont maintenant conservées à la Pinacothèque nationale de Bologne.
Une Vierge en majesté avec l'Enfant (une partie d'une composition plus grande et plus variée maintenant irrémédiablement perdue) est exposée dans le sanctuaire de Santa Maria della Vita.
Un fragment du Couronnement de la Vierge, une fresque transférée sur toile, est aujourd'hui exposée dans l'église San Silvestro de Crevalcore.

### Peintures sur bois

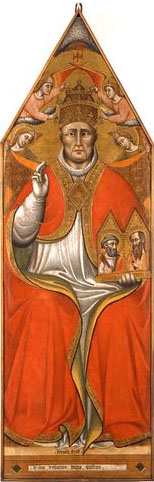
Urbain V, Pinacotèque de Bologne.

Ses œuvres les plus significatives sont sans aucun doute celles sur bois et notamment une série de croix peintes qui lui ont valu l'épithète par laquelle il est universellement connu. C'est pourquoi les travaux suivant lui sont attribués :
- Bologne, Pinacothèque nationale :
  - Couronnement de la Vierge (signé SYMON FECIT), de la basilique San Domenico de Bologne ;
  - Le couronnement de la Vierge et des saints, inv. 254, polyptyque signé SYMON DE BONONIA FECIT HOC OPUS ;
  - Couronnement de la Vierge et des saints, inv. 298, polyptyque de l'église San Leonardo, signé SYMON FECIT HOC OPUS ;
  - Crucifixion, chat. 286, pointe d'un polyptyque ;
  - Saint Bernard Tolomei remet la règle, cat. 1078 ;
  - Sainte Hélène en adoration de la croix et une dominicaine, inv. 220, détrempe sur toile[3] ;
  - La Vierge à l'Enfant, les anges et le donateur Giovanni da Piacenza, inv. 225, de l'église de la Madonna del Monte (1378) ;
  - Pape Urbain V, inv. 303, signé SYMON FECIT[4] ;
  - Sept épisodes de la Vie de la Madone, prédelle du polyptyque Cospi de la basilique San Petronio de Bologne ;
  - Jésus Christ et la Vierge avec les apôtres et deux donateurs[5] ;
- Bologne, Musée Davia Bargellini, Pietà et le donateur Giovanni Elthinl (1368) ;
- Bologne, Musée de San Giuseppe, Crocefisso ;
- Bologne, église San Giacomo Maggiore, Crocefisso (1370) ;
- Bologne, basilique Santo Stefano, Crocefisso ;
- Bologne, Musée Santo Stefano, Vierge à l'Enfant  avec les Saints Paul, Jean-Baptiste, Pierre, Jacques le Majeur, Andrea, Bartholomée, Benedetto, Pape Sixte, Proculus, panneaux d'un polyptyque démembré de l'église San Procolo ;
- Bologne, Musée Santo Stefano, Santo vescovo, panneau d'un polyptyque démembré ;
- Bologne, Musée San Petronio, Saint Pierre et dévots et Saint Petronio, deux panneaux d'un polyptyque démembré ;
- Bologne, Église San Salvatore, Vierge à l'Enfant en Majesté, dite Madonna della Vittoria, de l'église de la Madonna del Monte ;
- Bologne, Collection Lercaro, Couronnement de la Vierge ;
- Budrio, Galerie d'art civique«  Domenico Inzaghi », inv. 306 (dépôt de la Galerie Nationale d'Art de Bologne), Couronnement de la Vierge ;
- Modène, Galleria Estense, inv. 254, Vierge à l'Enfant intronisée et Anges ;
- Ferrare, Pinacothèque nationale, inv. 57, Rêve de la Madone, cuspide d'un polyptyque ;
- Ferrare, Pinacothèque nationale, inv. 361, Couronnement de la Vierge et des anges ;
- Florence, musée des Offices, inv. 3475, Nativité (1370-1380) ;
- Rome, Galerie nationale d'Art ancien du Palazzo Barberini, Vierge à l'enfant intronisé et Saints, triptyque ;
- Pieve di Cento, Galerie d'art civique, Altarolo
- Borgo Tossignano, église San Michele, Vierge à l'Enfant et anges, connue sous le nom de Madonna della Spiga ;
- Pavie, Musées Civiques de Pavie, Couronnement de la Vierge ;
- Paris, musée du Louvre, La Vierge et l'Enfant, surmontée du Christ au tombeau, encadré à gauche par saint Jean-Baptiste surmonté par l'Ange de l'Annonciation et à droite par Marie-Madeleine surmontée par la Vierge de l'Annonciation en Annonciation d'encadrement ; triptyque-reliquaire, comportant dans sa base des logements pour les reliques, au verso des volets en marbre en trompe-l'œil[6] ;

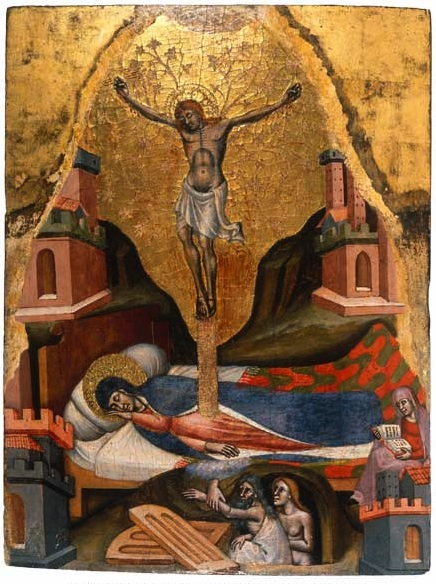
Le Rêve de la Vierge, National Gallery.

- Avignon, Musée du Petit Palais, Couronnement de la Vierge avec les apôtres[7] ;
- collection privée, Couronnement de la Vierge et des anges (Sotheby's 1989) ;
- Université de Géorgie, USA, Georgia Museum of Art, Vierge à l'Enfant avec des saints, triptyque ;
- Baltimore, USA, Walters Art Museum, Scènes du Nouveau testament et scènes apocryphes[8] ;
- San Francisco, USA, San Francisco De Young Museum, Couronnement de la Vierge[9] ;
- Université d'Oxford, Ashmolean Museum, Crucifixion, Vierge, Marie-Madeleine et saint Jean, donateur ; triptyque[10] ;

- Londres, National Gallery, Le Rêve de la Vierge, partie d'un retable d'une église de Bologne

Dans cette œuvre figure une représentation inhabituelle de la Rédemption par l'intercession de la Vierge : le Christ n'est pas crucifié sur une croix mais sur un Arbre de Vie doré, qui s'élève sorti du ventre de la Vierge et dont les racines sont une main qui libère Adam et Ève des Limbes.
- Peinture (1370) des personnages en bois sculptés d'une crèche de l'Adoration des mages datant de 1250, issue d'un atelier de Bologne.

Couronnement de la Vierge
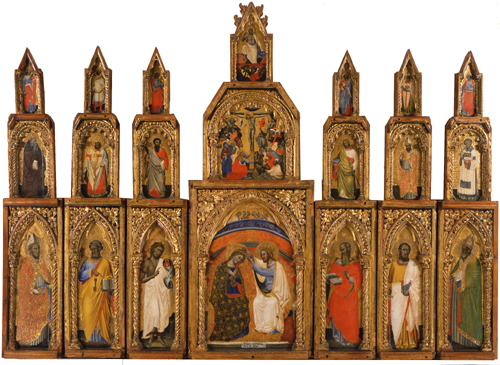
Polyptyque du couronnement de la Vierge, Pinacothèque nationale de Bologne.
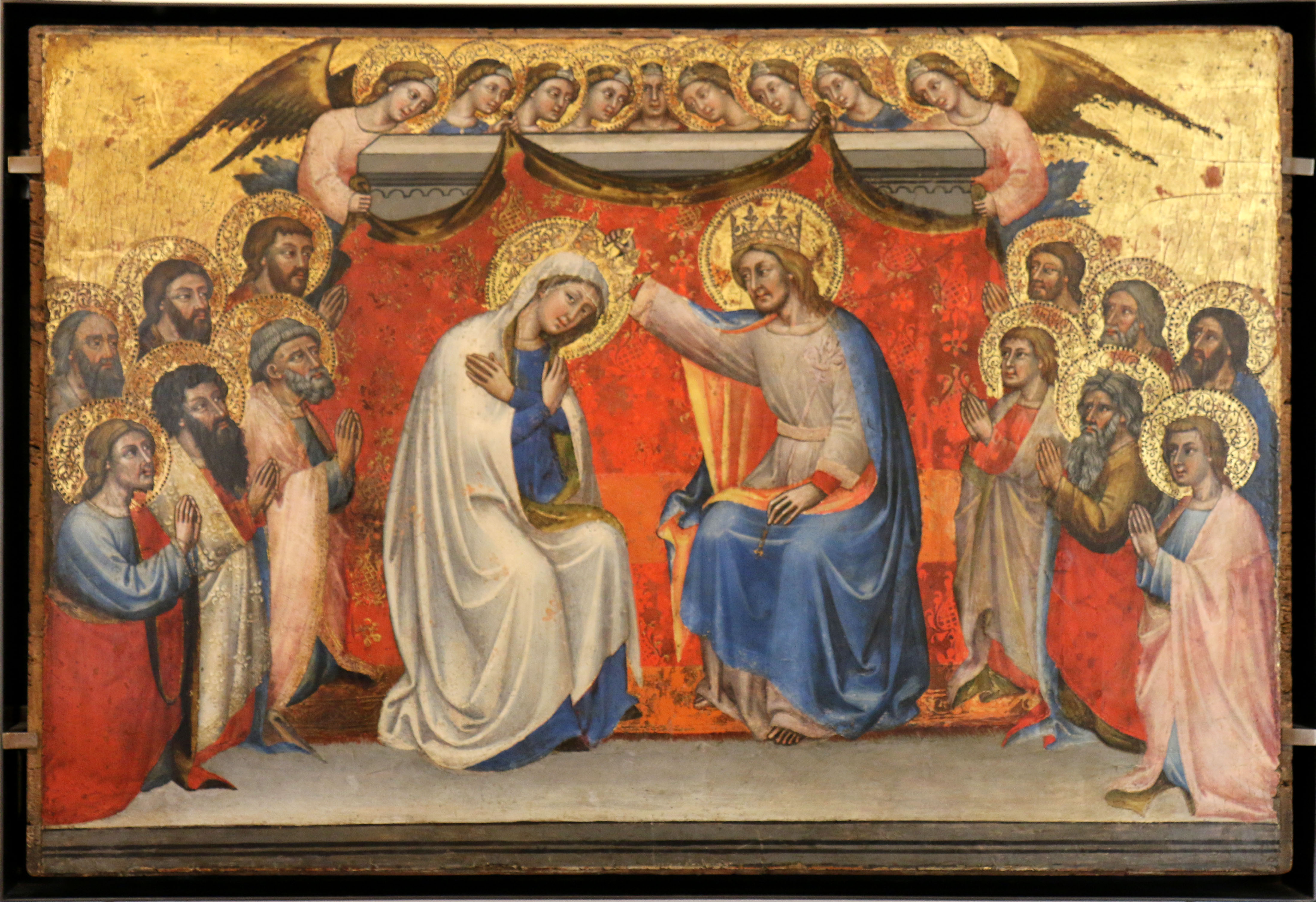
Le couronnement de la Vierge avec les apôtres, musée du Petit Palais (Avignon).
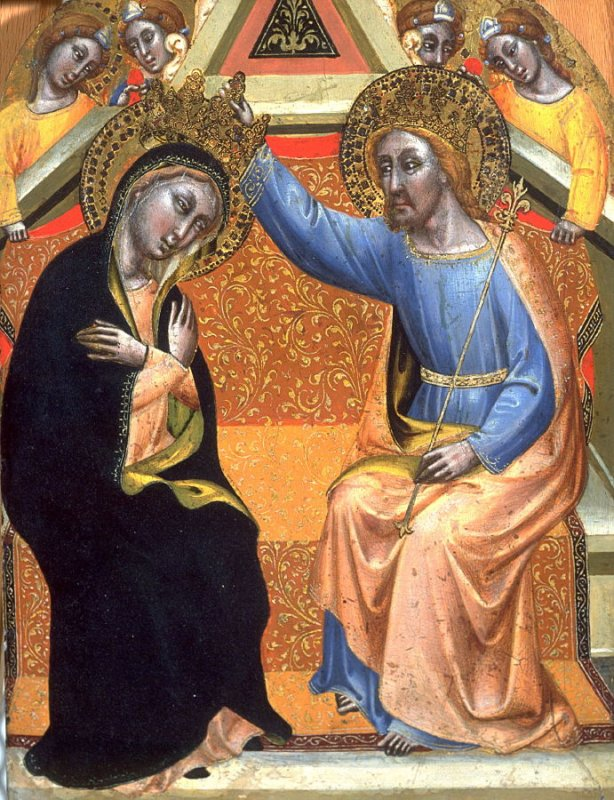
Le couronnement de La Vierge, musée des Beaux-Arts de San Francisco.

### Pinacothèque de Bologne
| Tempera - Sant'Elena in adorazione della Croce ed una monaca - Vergine Annunziata - L'Arcangelo Gabriele - Madonna col Bambino, angeli e il donatore Giovanni da Piacenza - Crocifissione di Cristo - Gesù Cristo e la Madonna fra santi e due devoti - Papa Urbano V - San Bernardo consegna la regola monastica - Sette episodi della vita della Madonna | Fresques - San Pietro da Verona e una monaca - Adorazione dei Magi - Circoncisione di Cristo - Fuga in Egitto (fragment) - Miracoli di Gesù Cristo - Guarigione del paralitico - Resurrezione di Lazzaro |